# Рихтгофен, Манфред фон
Ма́нфред А́льбрехт фрайхерр фон Рихтго́фен (нем. Manfred Albrecht Freiherr von Richthofen; 2 мая 1892, Свидница, Силезия, Королевство Пруссия, Германская империя — 21 апреля 1918, в небе над департаментом Сона и Луара, провинция Пикардия, Франция) — германский лётчик-истребитель, ставший лучшим лётчиком-асом Первой мировой войны с 82 сбитыми самолётами противника. Известен по прозвищу «Красный Барон» (нем. Der Rote Baron).
Служил в вооружённых силах Германской империи в 1914—1918 годах. Своё прозвище получил после того, как покрасил в ярко-красный цвет фюзеляж своего самолёта Albatros D.V, затем Fokker Dr.I, и благодаря своей принадлежности к немецкому баронскому дворянскому сословию фрайхерр.

## Биография

### Происхождение
Манфред Альбрехт барон фон Рихтгофен родился 2 мая 1892 года в Бреслау, Силезия (сейчас Вроцлав в Польше) в дворянской семье Рихтгофенов. Отец — Альбрехт барон фон Рихтгофен; мать — Кунигунда баронесса фон Рихтгофен, дядя — Фердинанд фон Рихтгофен. Братья — Лотар фон Рихтгофен, Болько фон Рихтгофен. Сестра — Илзе фон Рихтгофен. Двоюродный брат — Вольфрам фон Рихтгофен.
Предком Манфреда фон Рихтгофена был знаменитый прусский фельдмаршал Леопольд I, герцог Анхальт-Дессау. Когда фон Рихтгофену исполнилось 9 лет, семья переехала в Швайдниц (сейчас Свидница в Польше). В молодости увлекался охотой и верховой ездой, что предопределило его выбор карьеры: по окончании кадетской школы он поступил на службу в 1-й батальон Западно-прусского уланского полка имени императора Александра III (нем. Ulanen-Regiment Kaiser Alexander III. von Russland).
После начала Первой мировой войны фон Рихтгофен участвовал в боевых действиях на Восточном и Западном фронтах в чине кавалерийского офицера, однако вскоре это ему наскучило, и в мае 1915 года он запросил перевода в авиацию. Там он стал пилотом-наблюдателем.

### Лётная карьера
Рихтгофен решил стать лётчиком после случайной встречи со знаменитым асом Освальдом Бёльке. Позднее Рихтгофен писал в своём дневнике о том, что эта встреча стала судьбоносной в его жизни. Затем Рихтгофен служил у Бёльке в эскадрилье Jasta 2. Свой первый воздушный поединок он выиграл 17 сентября 1916 года в районе Камбре. После этого он заказал у друга-ювелира серебряный кубок с выгравированными датой боя и типом сбитого аэроплана. Когда в блокадной Германии начались перебои с серебром, у Рихтгофена было 60 таких кубков.
23 ноября 1916 года Рихтгофен сбил своего одиннадцатого противника — английского аса Лэно Хоукера на Airco DH.2, которого тогда называли «британским Бёльке». Несмотря на победу, он решил, что его истребитель Albatros D.II недостаточно хорош, и ему требуется самолёт с лучшей манёвренностью, пусть даже и менее быстрый. Альбатросы были основными истребителями германских ВВС ещё довольно долго. Рихтгофен летал на моделях D.III и D.V значительную часть 1917 года, пока в сентябре не получил триплан Fokker Dr.I. Этот самолёт, выкрашенный в ярко-красный цвет, считается его символом, хотя до сих пор остаются сомнения, летал ли барон когда-нибудь на полностью красном триплане, или в красный цвет были покрашены лишь отдельные детали самолёта.

### Воздушный цирк
В январе 1917 года Манфред фон Рихтгофен сбил шестнадцатого противника и был удостоен высшей военной награды Пруссии — ордена «Pour le Mérite». В феврале ему доверили командование эскадрильей (штаффелем) Jasta 11. В нём летали многие германские асы, в том числе Эрнст Удет. С целью упрощения распознавания друг друга в бою в раскраске всех самолётов этого подразделения использовался красный цвет, а некоторые, в том числе и истребитель Рихтгофена, были полностью красные. Личный состав Jasta 11 обычно размещался в палатках, что позволяло располагаться ближе к линии фронта и обеспечивало мобильность, необходимую для избежания бомбардировок союзников. Из-за этого эскадрилью называли «воздушным цирком».
Под командованием Рихтгофена эскадрилья действовала весьма успешно: в самый удачный месяц — апрель 1917 года, названный английскими лётчиками «кровавым апрелем», один только Манфред сбил 22 аэроплана противника. 6 июля он был тяжело ранен и выбыл из строя на несколько недель. Ранение в голову привело к тяжёлым последствиям — Рихтгофен страдал от головных болей и тошноты, изменился также и его характер. Считается, что до ранения ему не было свойственно упрямо следовать одной цели, забывая о других. Позже это качество сыграло роль в его гибели. После возвращения в строй Рихтгофену доверили командование 1-м истребительным полком (истребительной эскадрой) (Jagdgeschwader I), состоявшим из эскадрилий Jasta 4, 6, 10 и 11.
По слухам, к началу 1918 года Рихтгофен стал настолько легендарным, что командование опасалось, что в случае его смерти боевому духу немцев будет нанесён тяжёлый удар. Ему предлагали уйти в отставку, но он отказался, заявив, что его долг — обеспечивать поддержку с воздуха солдатам на земле, у которых нет такого выбора. После гибели Рихтгофена командование «воздушным цирком» перешло к выбранному им преемнику — Вильгельму Райнхарду, который командовал подразделением вплоть до своей гибели в авиакатастрофе 3 июля 1918 года при облёте нового истребителя. После этого командование перешло к Герману Герингу.

### Гибель

#### Подробности гибели
21 апреля 1918 года Манфред фон Рихтгофен был смертельно ранен в бою над холмами Морланкур, в районе реки Соммы, преследуя самолёт Sopwith Camel канадского лейтенанта Уилфреда Мэя. В свою очередь, Красного Барона преследовал командир канадской эскадрильи капитан Артур Рой Браун. Также по красному «Фоккеру» Рихтгофена вели огонь пулемётчики и стрелки австралийской пехотной дивизии. Рихтгофен получил ранение от пули калибра .303 British (7,7×56 мм R), стандартного для стрелкового оружия Британской империи, которая попала в грудную клетку снизу сзади и прошла насквозь. Он немедленно приземлился на холме рядом с дорогой Брэ-Карби, к северу от деревни Во-сюр-Сомм (Vaux-sur-Somme). Его «Фоккер» не был повреждён при посадке. Некоторые источники сообщали, что Рихтгофен умер через несколько секунд после того, как к нему подбежали австралийские солдаты, и что перед смертью он успел сказать несколько слов, из которых разобрали только «капут». Впрочем, большинство исследователей считает, что к тому времени он наверняка был уже без сознания или умер.

#### Заявления и расследования
В настоящее время считается, что Рихтгофен был убит из зенитного пулемёта, возможно, сержантом Седриком Попкином из 24-й пулемётной роты. Попкин был единственным пулемётчиком, стрелявшим по Красному Барону перед тем, как тот приземлился. Также по Рихтгофену вели огонь многие австралийские стрелки-пехотинцы, и один из них вполне мог сделать фатальный выстрел. Королевские военно-воздушные силы официально заявили, что Красного Барона сбил лётчик Браун, однако с таким ранением Рихтгофен не мог прожить более 20 секунд, а в этот промежуток перед посадкой Браун не вёл огня. Тот факт, что пуля на выходе застряла в мундире, также скорее свидетельствует в пользу того, что это была пуля с земли на излёте.
Недавние исследования обстоятельств гибели барона доказывают, что Попкин не мог убить его, так как, по его собственному признанию, он стрелял барону «в лоб», а Рихтгофен, как известно, был ранен в правый бок. Поэтому единственным человеком, бывшим в состоянии убить барона, был пехотинец-доброволец австралийской армии Эванс.
7 декабря 2009 года было объявлено о нахождении свидетельства о смерти «Красного Барона». Свидетельство было найдено польским историком Мацеем Ковальчиком (Maciej Kowalczyk) в немецком архиве в городе Острув-Велькопольски, расположенном на западе Польши. Эта территория в своё время принадлежала Германии, и Манфред фон Рихтгофен какое-то время находился в этом районе. В свидетельстве о смерти сказано, что лётчик «скончался от полученного в бою ранения», но при этом отмечается, что имя фон Рихтгофена написано в документе с орфографической ошибкой. Таким образом, в найденном историком свидетельстве о смерти не уточняется, как именно погиб «Красный Барон».
3-я эскадрилья ВВС Австралии, ближайшее подразделение сил Антанты, похоронила Рихтгофена с военными почестями на кладбище деревеньки Бертангль недалеко от Амьена 22 апреля 1918 года. Три года спустя, по распоряжению французских властей, он был перезахоронен на кладбище для немецких солдат. 20 ноября 1925 г. останки Рихтгофена были перевезены в Берлин и в присутствии тысячи горожан, военных чинов, членов правительства и самого Гинденбурга вновь перезахоронены на одном из берлинских кладбищ. В 1975 г. прах Красного Барона был снова потревожен, и теперь он покоится на семейном кладбище в Висбадене.

## Личный счёт
В течение длительного времени по окончании Первой мировой войны многие историки считали, что 80 сбитых Рихтгофеном самолётов противника — преувеличение немецкой пропаганды. Некоторые авторы заявляли, что на его счёт записывались противники, сбитые его эскадрильей или звеном. Однако, на гребне новой волны исследований мировой войны в 1990-х годах, было проведено подробное разбирательство. Исследование под руководством английского историка Нормана Фрэнкса, опубликованное в книге 1998 года Under the Guns of the Red Baron, документально подтвердило по крайней мере 73 победы Рихтгофена — вплоть до имён сбитых им лётчиков. Вместе с неподтверждёнными фактами его личный счёт может достигать 84 побед.

## Награждения
- Знак военного лётчика (Королевство Пруссия)
- Почётный кубок для победителя в воздушном бою
- Железный крест 2-го класса (23 сентября 1914) (Королевство Пруссия)
- Железный Крест 1-го класса (10 апреля 1916)
- Медаль герцога Карла-Эдуарда с мечами на ленте (9 ноября 1916) (Герцогство Саксен-Кобург и Гота)
- Королевский орден Дома Гогенцоллернов рыцарский крест с мечами (11 ноября 1916)
- Орден «Pour le Mérite» (12 января 1917) (Королевство Пруссия)
- Военный Орден Святого Генриха рыцарский крест (16 апреля 1917) (Королевство Саксония)
- Орден Красного орла 3-го класса с короной и мечами (2 апреля 1918) (Королевство Пруссия)
- Орден Саксен-Эрнестинского дома рыцарский крест 1-го класса (Герцогство Саксен-Кобург и Гота)
- Орден «За военные заслуги» 4-го класса с короной и мечами (Королевство Бавария)
- Орден «За военные заслуги» рыцарский крест (Королевство Вюртемберг)
- Медаль «За храбрость» (Великое герцогство Гессен)
- Крест «За верную службу» (Княжество Шаумбург-Липпе)
- Крест «За военные заслуги» 2-го класса (Княжество Липпе)
- Крест военных заслуг «За подвиг»[нем.] (Княжество Липпе)
- Крест «За военные заслуги» 2-го класса (Герцогство Брауншвейг)
- Нагрудный знак «За ранение» (1918) чёрный
- Ганзейский крест Бремена, Гамбурга и Любека
- Орден Железной короны 3-й степени (Австро-Венгрия)
- Крест «За военные заслуги» 3-го класса с лаврами (военными украшениями) (Австро-Венгрия)
- Железный полумесяц (Османская империя)
- Серебряная медаль Лиакат (Османская империя)
- Серебряная медаль Имтияз (Османская империя)
- Орден «За храбрость» 4-го класса (12 июня 1917) (Царство Болгария)

## В культуре

### В кино
- Первый раз в кино образ фон Рихтгофена воплотил в 1929 году Георг Бюргхардт в фильме «Рихтгофен».
- В известном фильме Говарда Хьюза «Ангелы Ада» (1930) показан Штаб «Летающего Цирка» Фон Рихтгофена, а главных героев сбивает сам фон Рихтгофен (на немецком самолёте — надпись: Rittm. von Richthofen).
- Появляется как эпизодический персонаж в фильме «Голубой Макс» (1966).
- В фильме «Дядя Адольф по прозвищу Фюрер» (1978) упоминается «Красный Барон».
- Фильм «Фон Рихтгофен и Браун» («Von Richthofen and Brown», Corman Company & MGM, 1971). Роль Рихтгофена исполнил актёр Джон Филлип Ло (John Phillip Law), а роль Роя Брауна — актёр Дон Страуд (Don Stroud).
- Призрак фон Рихтгофена появляется в сериале «Настоящие охотники за привидениями» (1986—1991).
- В телесериале «Приключения молодого Индианы Джонса» (1992—1993) Манфред фон Рихтгофен появляется в эпизоде «Атака ястреба».
- Считается, что главный герой мультипликационного фильма Хаяо Миядзаки «Порко Россо» (1992) Марко Паготт списан с образа Манфреда фон Рихтгофена. Ко всему, Паготт тоже пилотирует самолёт, окрашенный в красный цвет. Да и прозвище главного героя (Порко Россо) в примерном переводе означает «Красный Свин».
- В серии «Ghost Pilot» мультсериала «Коты быстрого реагирования» (1993—1995) Рэйзору и Ченсу противостоит легендарный ас Красная Рысь на красном моторном самолёте — прямая отсылка к Красному Барону.
- В фильме «Месть Красного Барона» (1994) дух фон Рихтгофена, вселившись в игрушечного лётчика, на протяжении всей картины преследует своего убийцу и его семью, мстя за свою гибель.
- В 15-й серии «Злейший из ангелов» телесериала «Космос: Далёкие уголки» (1995—1996) появляется новейший истребитель инопланетян-чигов, с которым не в силах справиться ни один из земных пилотов. Опасного аса герои окрестили Чигги-фон-Рихтгофен.
- В мультфильме 2005 года «Уоллес и Громит: Проклятие кролика-оборотня» в сцене «воздушного» боя Громита с псом Виктора Квортермейна Филиппом самолёт последнего имеет вид биплана «Красного Барона».
- Фильм «Красный Барон» (2008). Роль «Красного Барона» исполнил немецкий актёр Маттиас Швайгхёфер (нем. Matthias Schweighöfer), страдавший от авиафобии. Изначально на эту роль планировался американский актёр Вэл Килмер.
- В мультфильме «Снупи и мелочь пузатая в кино» (2015) самолёт Рихтгофена показан как игрушка, когда Снупи создаёт свою историю.

### В играх
- В 1980 году компанией Атари был разработан и издан аркадный кабинет под названием Red Baron[англ.] («Красный Барон»). Игра использовала монохромную чёрно-белую векторную графику.
- Wings of Honour: battles of the Red Baron — При игре за компанию «Союзников» при финале каждой локации боссом выступает Манфред фон Рихтгофен. На локации Верден он пилотирует Albatros D.III, начиная с Эльзаса и до конца игры уже свой Fokker Dr.I. Если сбить его в Вердене, нам сообщат о том что он ранен. Если сбить его в Эльзасе, нам сообщат о его смерти. Но уже на следующей миссии окажется что он был снова ранен и скрылся. Во Фландрии он погибнет окончательно. В первых боях его будут сопровождать немецкие асы. При первой встрече с ним в бою будет Курт Вольф, при второй Вернер Фосс, при третьей же ему будет способствовать Эрнст Удет. Всех их нужно будет сбить по сюжету. Что интересно, его «кумир», Освальд Бёльке выступает за сторону союзников, хотя на деле являлся немецким асом. При игре же за компанию «Немцев», вполне возможно, что мы играем именно за Красного Барона. На это указывает то, что в финале каждой локации мы занимаем место, которое занимал Красный Барон, когда мы играли за союзников. Так же мы выступаем в сопровождении асов. В последней миссии игры закадровый голос сообщает — «Ваш Фоккер готов к взлёту, Сэр!», и мы взлетаем на Фоккере модели Dr.I, что так же непрозрачно намекает на личность протеже стороны немцев.
- В игре Empire Earth 2001 года выпуска, в кампании за Германию, Красный Барон является одним из главных героев.
- Также существует множество flash- и java-игр по мотивам. В основном, это аркадные леталки без особого сюжета.
- К Battlefield 1 существует дополнительный пак «Красный Барон». Этот пак, при покупке специального издания игры, добавляет эксклюзивный контент. А именно: Красную расцветку для Fokker Dr.1, эксклюзивный скин для пистолета Люгер, и эмблему красного барона для игрока (эмблемы появляются на оружии игрока, занятом им автомобиле, идентификаторе игрока, и на парашюте после его развёртывания).
- В игре League of Legends на персонажа Корки был выпущен образ «Красный Барон», являющийся архивным.
- В восьмибитной игре «The Young Indiana Jones Chronicles» Красный Барон возникает в одном из уровней в качестве босса.
- В игре Rainbow Six: Siege существует элитный скин на оперативника Jäger под названием Ас, который представляет из униформу германского пилота, вместе с которой поставляется краска на оружие, что повторяет внешний вид Fokker Dr.I.
- Персонаж Хельмут из игры Street Racer является отсылкой на Красного Барона.
- В многопользовательском режиме шутера Call of Duty Black ops 2 за уничтожение противника из Dragonfire можно получить награду «Красный Барон».

### В литературе
Роман Фреда Саберхагена «Берсеркер — заклятый враг» (глава 9 «Эскадрилья из забвения») одна из компьютерных личностей — Манфред фон Рихтгофен — после победы просит покрасить свой истребитель в красный цвет.
Der Rote Kampfflieger (Красный боевой самолёт) — автобиографическая книга немецкого летчика-истребителя Манфреда фон Рихтгофена, впервые опубликованная в 1917 году.

### В спорте
Михаэля Шумахера, семикратного чемпиона «Формулы-1», также называют «Красным Бароном» из-за цвета болидов «Феррари», на которых он добыл большую часть своих побед, и из-за того, что он считается лучшим гонщиком своего поколения.

### В музыке
- В честь Манфреда фон Рихтгофена фирмой Hembry была выпущена гитара — Red Baron Ratrod.[5] Своей окраской она напоминает самолёт, на котором летал «Красный Барон». Такая гитара есть в коллекции гитариста группы «Ария» — Владимира Холстинина.[6]
- Альбом проекта бельгийского гитариста Дюшана Петросси (Dushan Petrossi) «IRON MASK» /Power Metal/ Shadow Of The Red Baron (2010) — Тень Красного Барона 11 треков.
- Также барон фон Рихтгофен упоминается в песне Snoopy vs. Red Baron группы The Royal Guardsmen.
- Трек группы Iron Maiden «Death or Glory» имеет явную отсылку к барону фон Рихтгофену. В тексте упоминается лётчик, получивший ранение в голову, летающий на красном триплане.
- Инструментальная композиция Билли Кобама (Billy Cobham) носит название «Красный Барон» («Red Baron»)[7]
- Испанская рок-группа «Barón Rojo».
- В 2019 году вышел альбом шведской хэви-пауэр-метал-группы Sabaton под названием «The Great War», в списке которого есть трек под названием «The Red Baron».
- Трек нидерландской дэт-метал группы God Dethroned «The Red Baron» посвящён Манфреду фон Рихтгофену. У исполнителя Sound Apparel есть композиция The Red Baron.